# Lista de pomacentrídeos do Brasil
O Brasil é o maior país da América do Sul, possuindo um grande território oceânico de clima tropical e subtropical. Por ser perto da região caribenha, o Brasil tem uma grande biodiversidade de peixes tropicais, incluindo as donzelas (Pomacentridae). Além de possuir uma biodiversidade única, o Brasil possui várias espécies e holótipos de Pomacentridae.

### Abudefduf
- Abudefduf saxatilis[1] Sargentinho, Donzela-sargento, Sargento-do-Atlântico

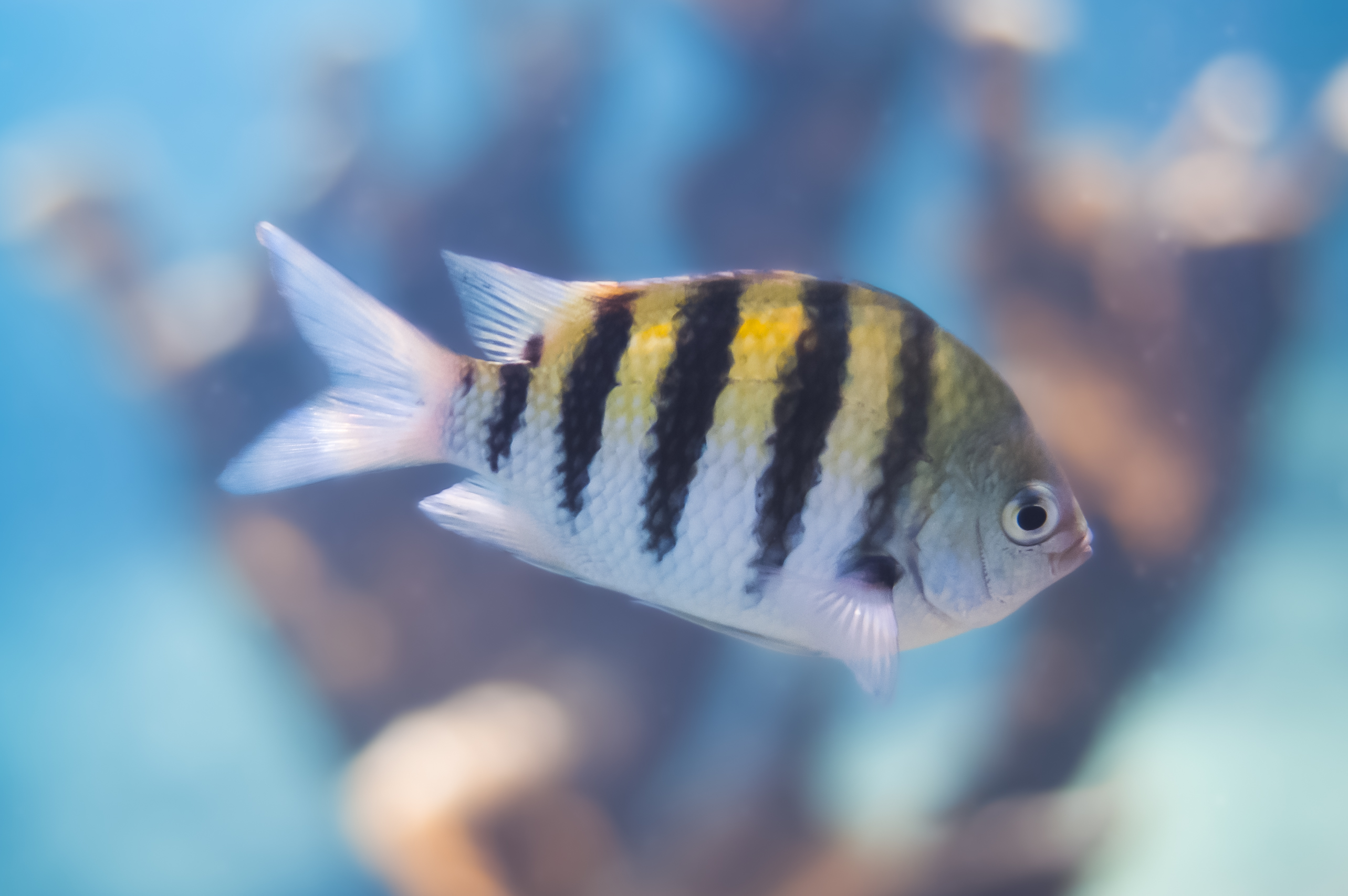
Abudefduf saxatilis

### Chromis
- Chromis enchrysura[1]

- Chromis flavicauda[1] Donzela-cobalto

- Chromis jubauna[1][2] Donzela-jubauna, Donzela-de-Santos
- Chromis limbata[3]

- Chromis multilineata[1] Tesourinha, Tesourinha-marrom, Donzela-marrom

- Chromis scotti[1][4] Donzela-roxa

- Chromis vanbebberae[2] Donzela-de-Van-Bebber

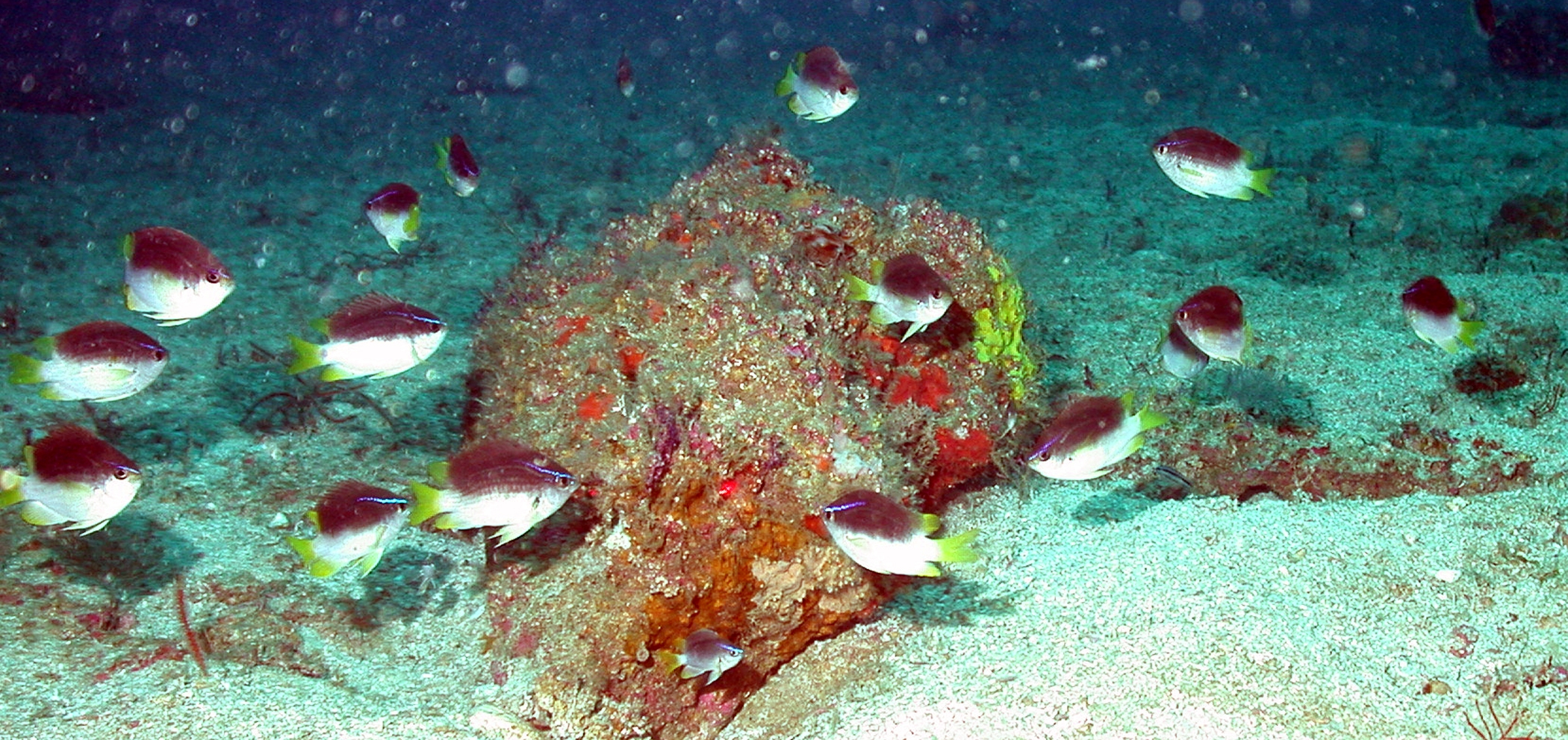
Chromis enchrysura
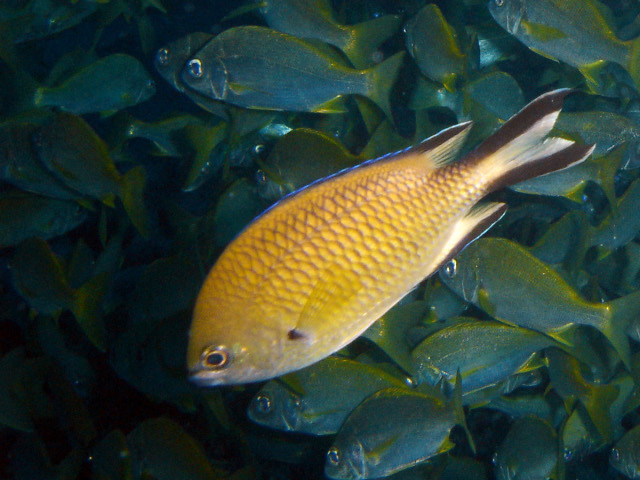
Chromis limbata
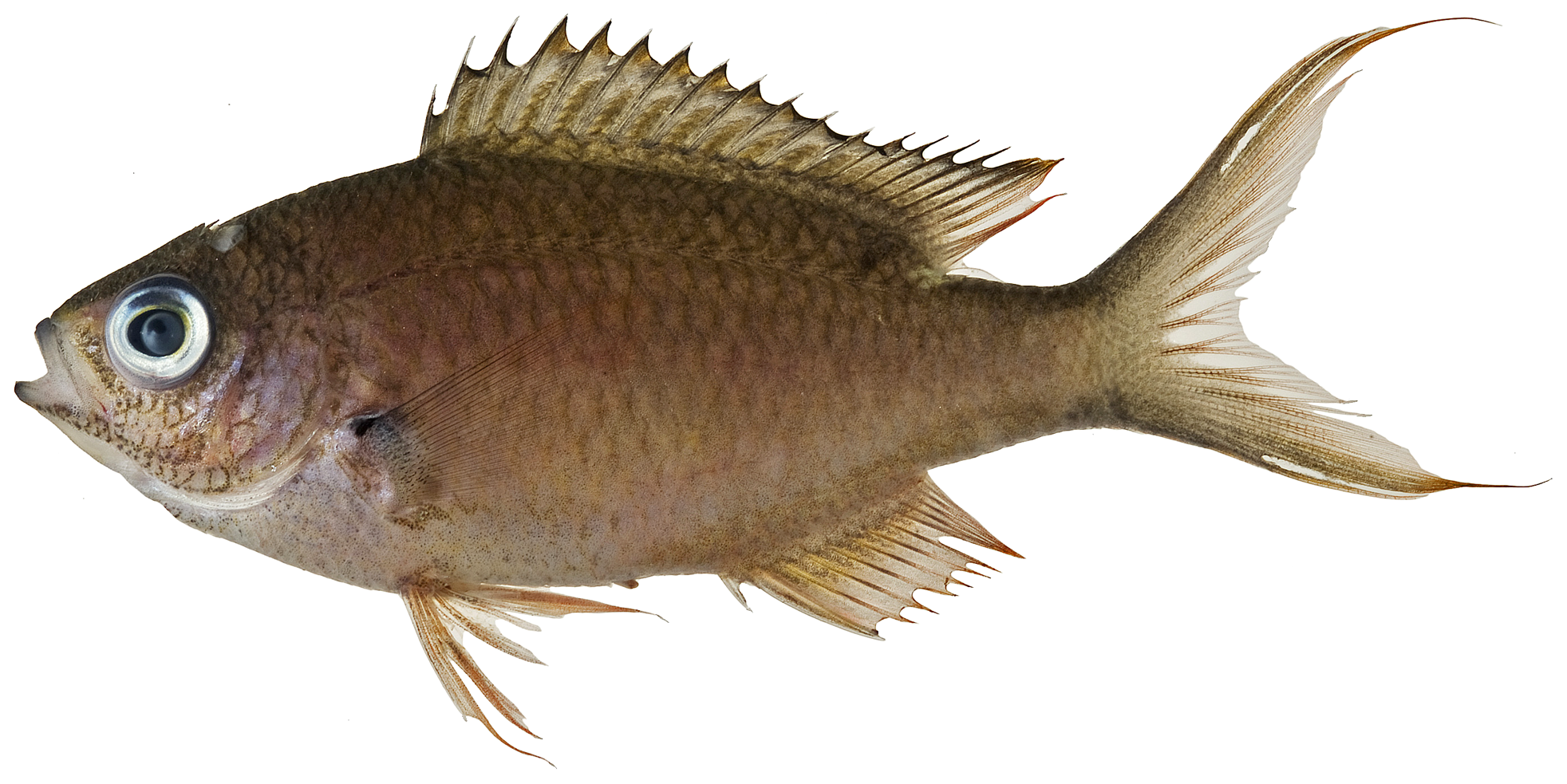
Chromis multilineata
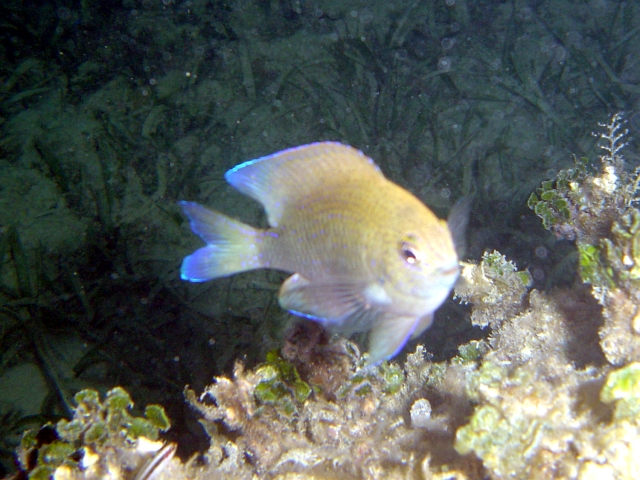
Chromis scotti

### Microspathodon
- Microspathodon chrysurus[1] Donzela-joia

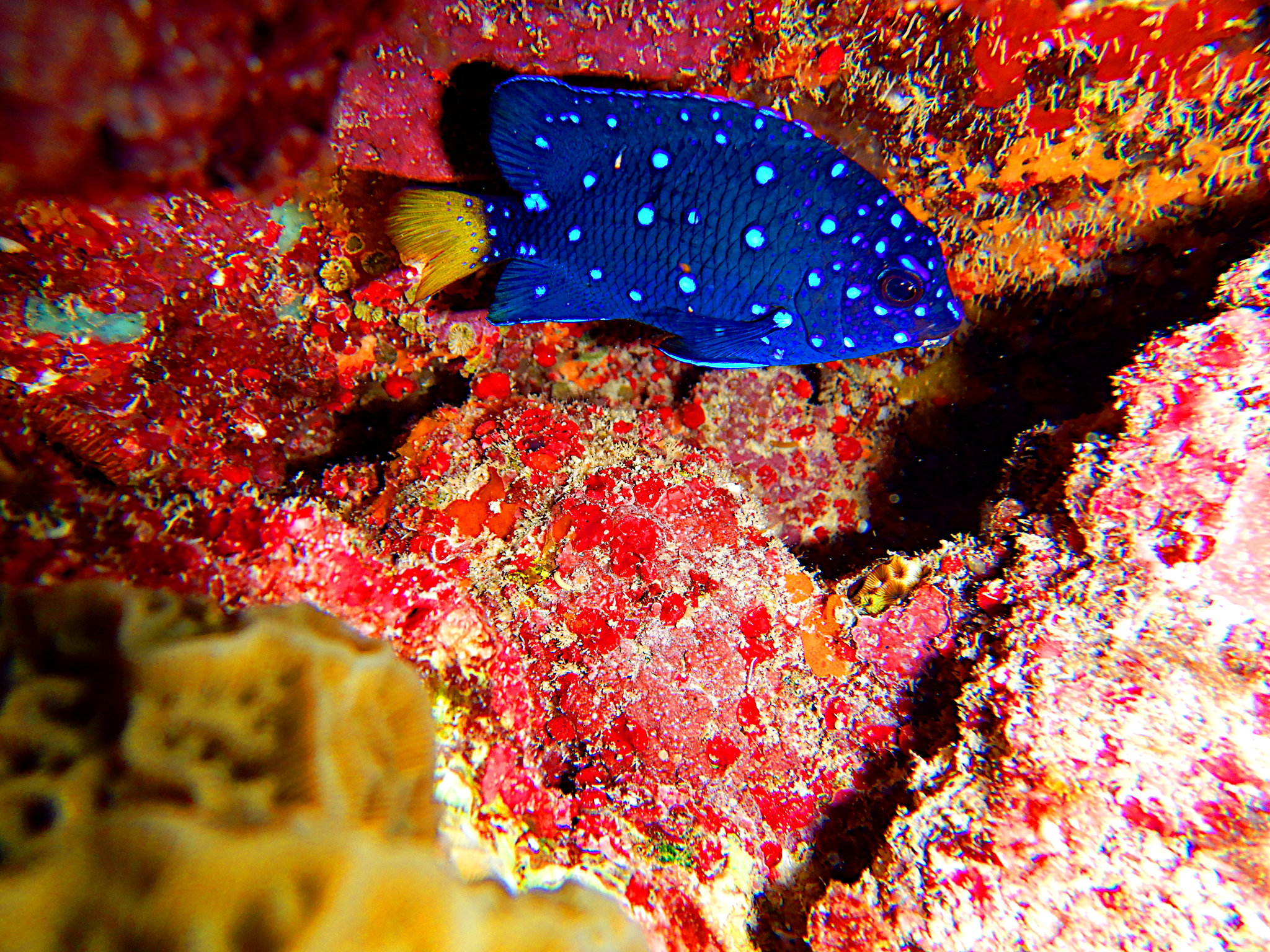
Microspathodon chrysurus

### Stegastes
- Stegastes fuscus[1] Donzela-café, Donzela-brasileira, Maria-mole, Querê-querê
- Stegastes leucostictus[1][5] Donzela-de-poça
- Stegastes partitus[1] Donzela-bicolor
- Stegastes pictus[1]
- Stegastes rocasensis[1] Donzela-de-Rocas, Saberé
- Stegastes sanctipauli[1] Donzela-de-São-Pedro-e-São-Paulo
- Stegastes uenfi[1]
- Stegastes variabilis[1] Donzela-cacau

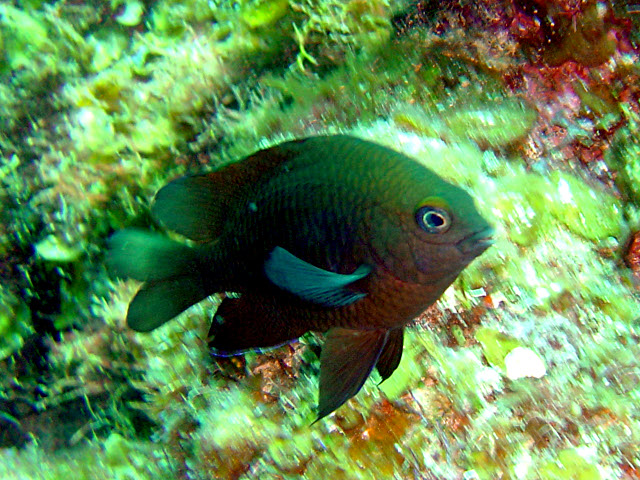
Stegastes fuscus
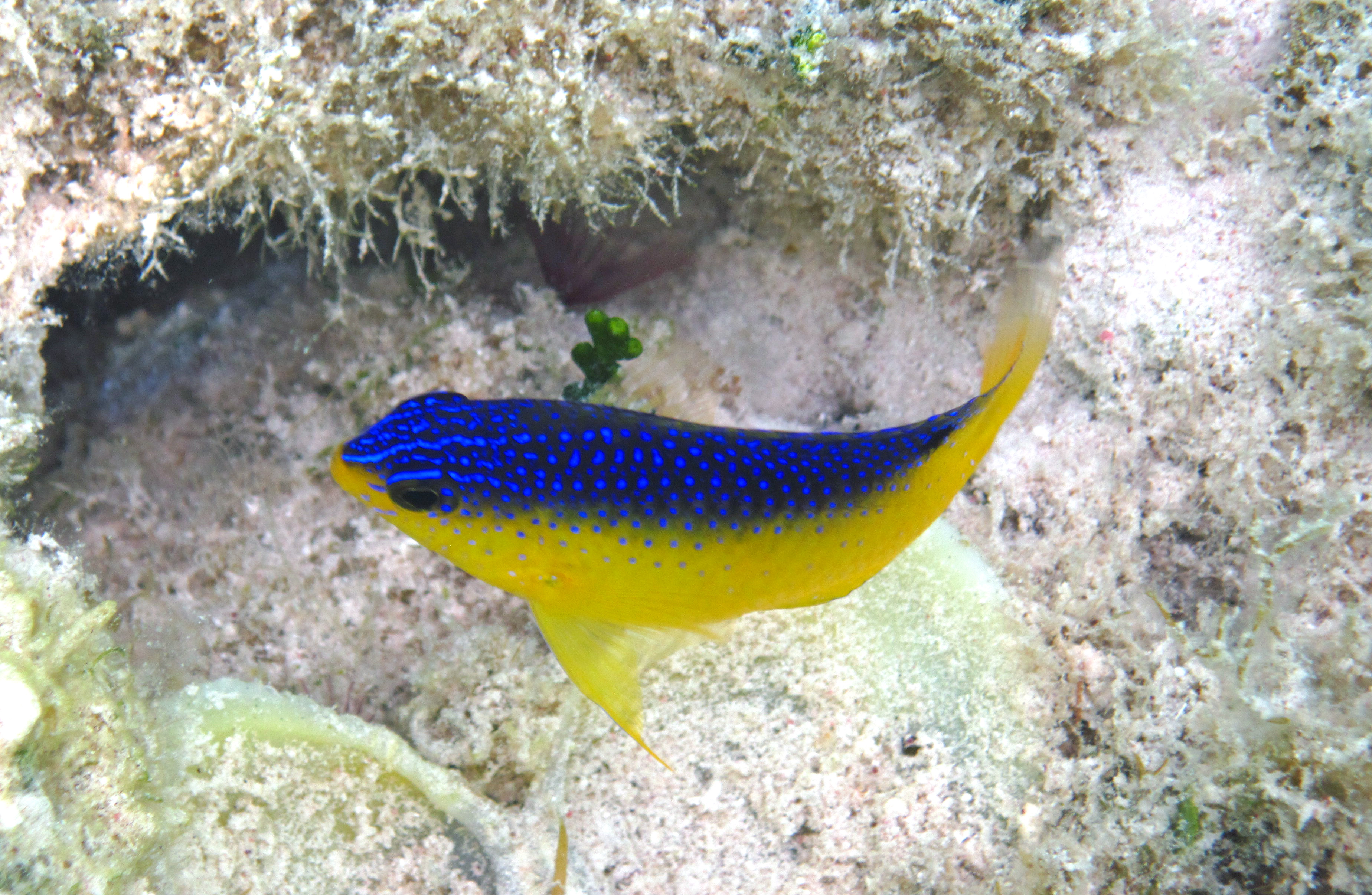
Stegastes leucostictus
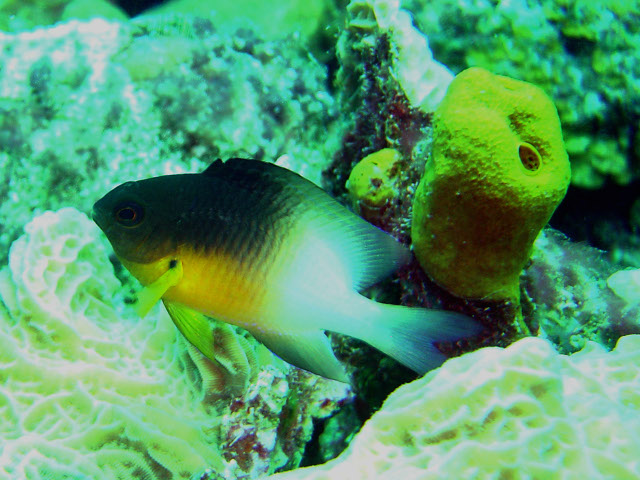
Stegastes partitus
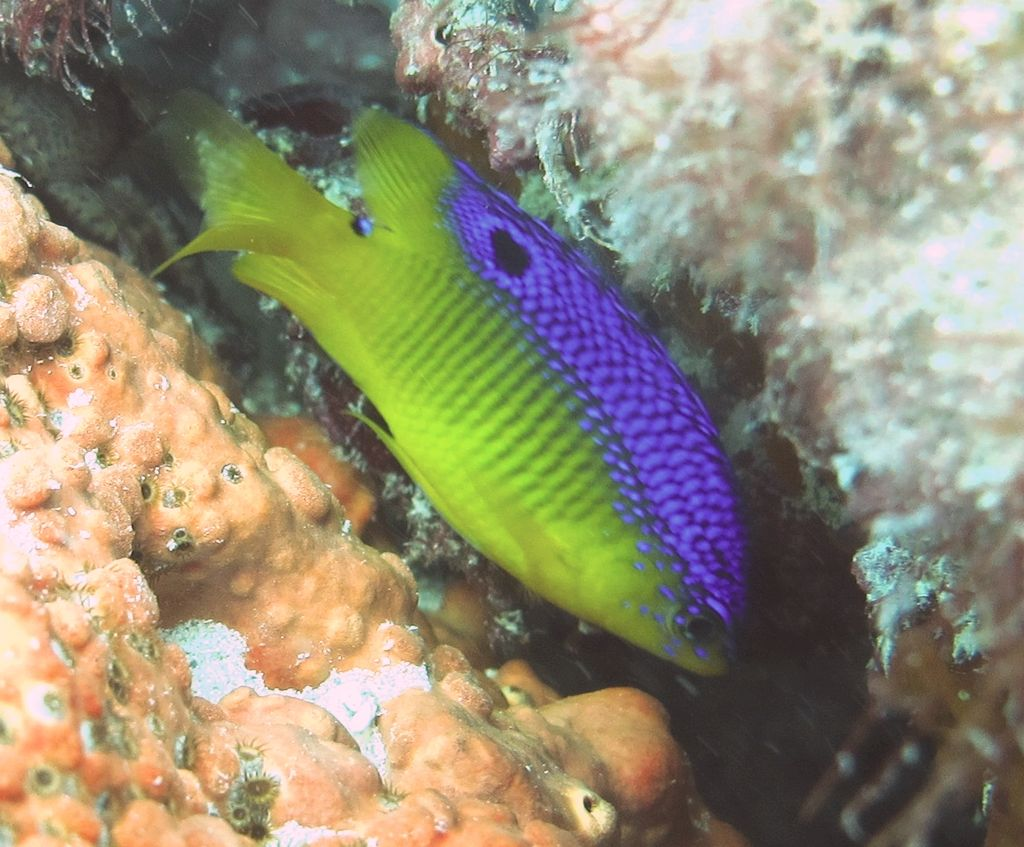
Stegastes variabilis